# Viaducto de San Martín (Ortigosa de Cameros)
El viaducto de San Martín es un puente ubicado en el municipio español de Ortigosa de Cameros, en la comunidad autónoma de La Rioja. Atraviesa el curso del río Albercos y cuenta con el estatus de bien de interés cultural.

## Descripción
Se trata de un ejemplar de puente de hormigón armado del primer cuarto del siglo XX sobre el que apenas han existido actuaciones de adición, reconstrucción o reparación, por lo que conserva de forma íntegra los elementos originales con los que fue inaugurado en septiembre de 1924. Une los barrios de San Martín y San Miguel, dentro del casco histórico de Ortigosa.

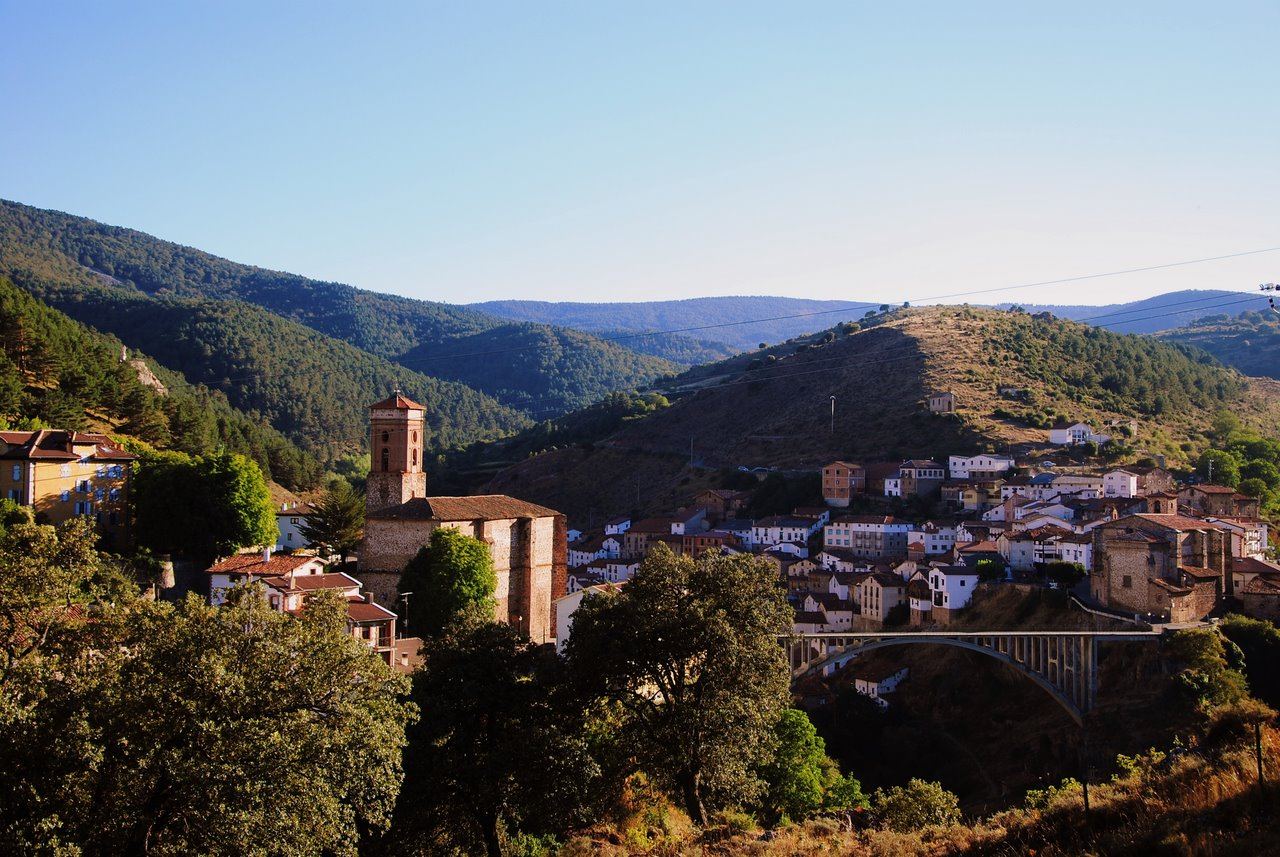
Vista general de Ortigosa con el viaducto

El puente, que habría sido incluido en el expediente de incoación como bien de interés cultural con la categoría de conjunto histórico artístico de la villa de Ortigosa de Cameros, fue declarado bien de interés cultural de forma independiente con la categoría de monumento el 3 de noviembre de 2021. Es un ejemplar singular por su tamaño, ya que se trata del puente de arco de hormigón de mayor luz que se conserva de esa época.
La longitud total del puente es de 97 m y consta de tres tramos desiguales, dos laterales rectos y uno central en arco. El arco central salva la distancia de 60 m, estando su clave a 40 m de altura sobre el río Albercos. En la orilla derecha existen dos vanos de 13 y 11 m de luz más uno en la orilla izquierda de 11.40 m, a lo que se añade el salto de 60 m de luz del barranco. Este vano principal es un arco no articulado de hormigón armado con una proporción flecha-luz de 1 a 4, es decir, con 15 m de flecha. Las cimentaciones apoyan sobre la roca caliza de las laderas, en unos nichos excavados al efecto donde se alojan los macizos de cimentación.
El arco tiene una sección básica rectangular con una anchura aproximada de 3.40 m y un canto variable de clave a arranques entre 0.60 y 0.85 m. El arco dispone ambos lados una visera-imposta que lo recorre longitudinalmente materializada como un pequeño voladizo de sección cuadrada de 0.20 m de lado. El tablero sobre el arco se sostiene por medio de pares de pilastras unidas por vigas transversales en pie y en cabeza y separadas longitudinalmente 3 m. Los dos pares de pilas tras más altas de cada lado tienen además una viga de atado a mitad de altura. El tablero del arco central es una losa de 20 cm de espesor con vigas de transversales cada 3 m, que se desarrollan hacia abajo, hasta sumar aproximadamente 40 cm de canto total. En cambio, en los vanos de acceso el sistema estructural se basa en vigas de borde con un canto total de 1 m, de los que aproximadamente son 20 cm por encima de la losa y 60 cm por debajo. A ambos lados del tablero existe adosado monolíticamente un voladizo-imposta con moldura escalonada sobre el que se asientan las barandillas. El tablero se organiza en una anchura de 3.80 m dividida en una calzada de unos 2.40 m y dos andenes estrechos de 0.60 m, estando el resto del espacio ocupado por las barandillas. Es, por tanto, un puente de una sola vía. En la actualidad la calzada se halla prácticamente nivelada con las aceras, por lo que no existe separación efectiva de tráfico rodado y peatonal.